# 118 (číslo)
Sto osmnáct je přirozené číslo, které následuje po čísle sto sedmnáct a předchází číslu sto devatenáct. Římskými číslicemi se zapisuje CXVIII.

## Matematika
- bezčtvercové celé číslo
- deficientní číslo
- nepříznivé číslo
- v desítkové soustavě nešťastné číslo
- nejmenší přirozené číslo, které lze vyjádřit jako součet více skupin tří přirozených čísel, kde každá trojice má stejný součin: 118 = 14 + 50 + 54 = 15 + 40 + 63 = 18 + 30 + 70 = 21 + 25 + 72, součin každé trojice je 37 800

## Chemie
- 118 je atomové číslo oganessonu; stabilní izotop s tímto neutronovým číslem mají 3 prvky (platina, zlato a rtuť); a nukleonové číslo druhého nejběžnějšího izotopu cínu[1]

## Kalendář
- Stoosmnáctým dnem kalendářního roku je 28. duben (v přestupném roce 27. duben)

## Roky
- 118
- 118 př. n. l.